# Riba de Saelices
Riba de Saelices es un municipio y localidad española de la provincia de Guadalajara, en la comunidad autónoma de Castilla-La Mancha. En el término municipal, cuya población asciende a 94 habitantes (INE 2024) y que incluye también el núcleo de La Loma, se encuentra la cueva de los Casares.

## Geografía

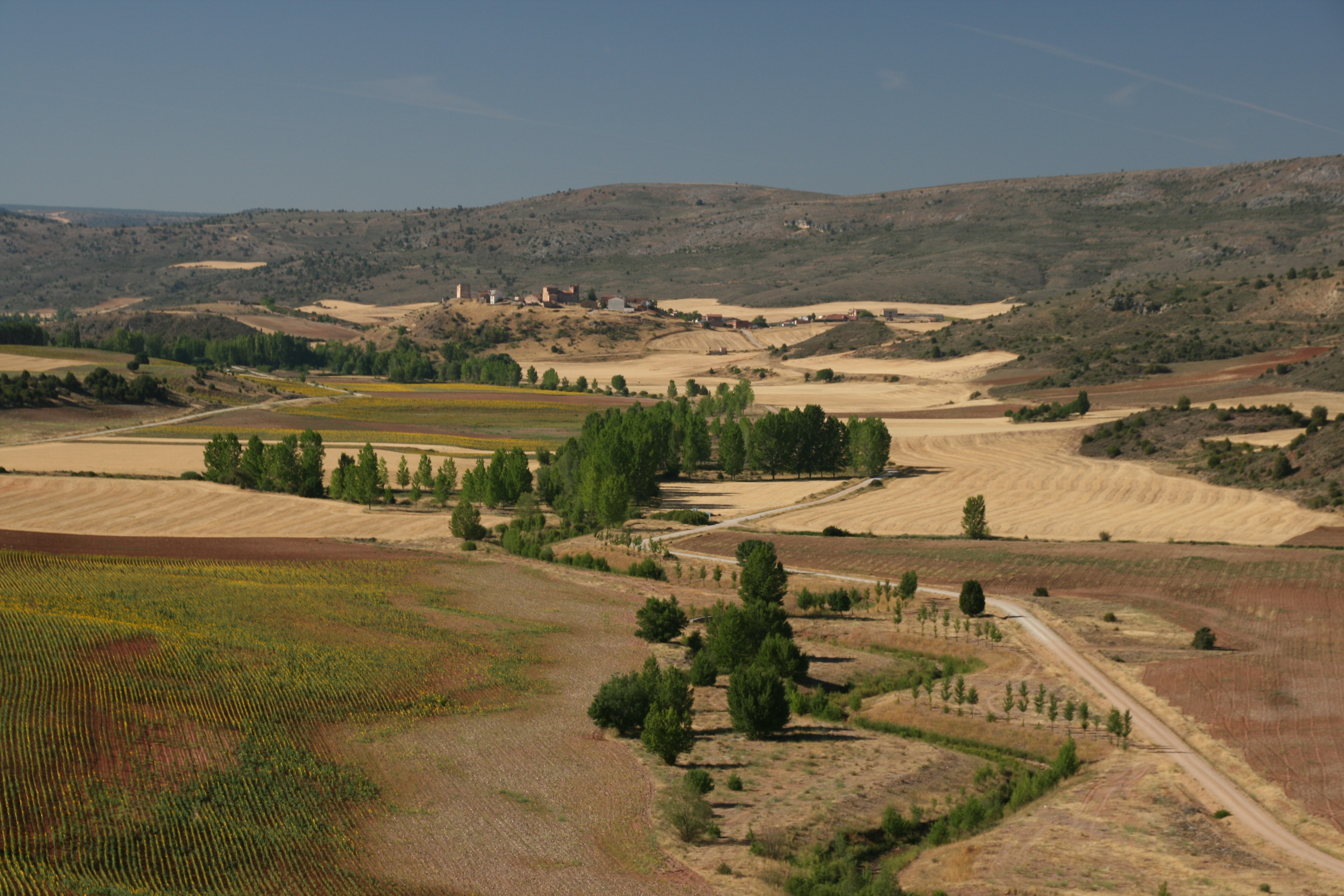
Tramo del río Linares y al fondo Riba de Saelices

El suelo del municipio se compone por calizas y areniscas rojizas que se asientan las parameras por las que fluyen pequeños arroyos como los ríos Linares y Lamadre.
Buena parte del término está cubierta de pinares, sabinas, enebros, quejigos y encinas. Otra se dedica al cultivo del cereal e incluso hay algunas pequeñas zonas de pastos, algunos matorrales espinosos y gran variedad de pequeñas plantas aromáticas, entre las que predominan el espliego, el tomillo y el romero.

## Clima
Riba de Saelices tiene un clima mediterráneo Csa (templado con verano seco y caluroso) según la clasificación climática de Köppen.
| Parámetros climáticos promedio de Riba de Saelices en el periodo 1968-2003 | Parámetros climáticos promedio de Riba de Saelices en el periodo 1968-2003 | Parámetros climáticos promedio de Riba de Saelices en el periodo 1968-2003 | Parámetros climáticos promedio de Riba de Saelices en el periodo 1968-2003 | Parámetros climáticos promedio de Riba de Saelices en el periodo 1968-2003 | Parámetros climáticos promedio de Riba de Saelices en el periodo 1968-2003 | Parámetros climáticos promedio de Riba de Saelices en el periodo 1968-2003 | Parámetros climáticos promedio de Riba de Saelices en el periodo 1968-2003 | Parámetros climáticos promedio de Riba de Saelices en el periodo 1968-2003 | Parámetros climáticos promedio de Riba de Saelices en el periodo 1968-2003 | Parámetros climáticos promedio de Riba de Saelices en el periodo 1968-2003 | Parámetros climáticos promedio de Riba de Saelices en el periodo 1968-2003 | Parámetros climáticos promedio de Riba de Saelices en el periodo 1968-2003 | Parámetros climáticos promedio de Riba de Saelices en el periodo 1968-2003 |
| Mes | Ene.                                                                       | Feb.                                                                       | Mar.                                                                       | Abr.                                                                       | May.                                                                       | Jun.                                                                       | Jul.                                                                       | Ago.                                                                       | Sep.                                                                       | Oct.                                                                       | Nov.                                                                       | Dic.                                                                       | Anual                                                                      |
| --- | -------------------------------------------------------------------------- | -------------------------------------------------------------------------- | -------------------------------------------------------------------------- | -------------------------------------------------------------------------- | -------------------------------------------------------------------------- | -------------------------------------------------------------------------- | -------------------------------------------------------------------------- | -------------------------------------------------------------------------- | -------------------------------------------------------------------------- | -------------------------------------------------------------------------- | -------------------------------------------------------------------------- | -------------------------------------------------------------------------- | -------------------------------------------------------------------------- |
| Temp. media (°C) | 3.8                                                                        | 4.7                                                                        | 6.6                                                                        | 9.6                                                                        | 13.5                                                                       | 18.8                                                                       | 23.3                                                                       | 23.5                                                                       | 19.0                                                                       | 13.0                                                                       | 7.0                                                                        | 4.0                                                                        | 12.2                                                                       |
| Precipitación total (mm) | 48.8                                                                       | 42.5                                                                       | 39.7                                                                       | 57.2                                                                       | 75.1                                                                       | 50.6                                                                       | 21.4                                                                       | 21.0                                                                       | 43.0                                                                       | 49.8                                                                       | 52.2                                                                       | 55.6                                                                       | 557.0                                                                      |
| Fuente: Ministerio de Agricultura, Alimentación y Medio Ambiente. Datos de precipitación para el periodo 1968-2003 y de temperatura para el periodo 1969-1982 en Riba de Saelices 9 de octubre de 2012 |                                                                            |                                                                            |                                                                            |                                                                            |                                                                            |                                                                            |                                                                            |                                                                            |                                                                            |                                                                            |                                                                            |                                                                            |                                                                            |

## Historia
Hacia mediados del siglo XIX, la localidad contaba con una población de 268 habitantes. Aparece descrita en el decimotercer volumen del Diccionario geográfico-estadístico-histórico de España y sus posesiones de Ultramar de Pascual Madoz de la siguiente manera:

RIBA DE SAELICES (la): l. con ayunt. en la prov. de Guadalajara (13 leg.), part. jud. de Cifuentes (6), aud. terr. de Madrid (25), c. g. de Castilla la Nueva, dióc. de Siguenza (5): sit. en una pequeña colina con buena ventilacion y clima templado; las enfermedades mas comunes son fiebres catarrales, dolores de costado y reumas: tiene 60 casas; la consistorial; escuela de instruccion primaria frecuentada por 30 alumnos de ambos sexos, dotada con 43 fan. de trigo; un pósito con el fondo de 11 fan. de centeno; una igl. parr. (Sta. Maria Magdalena) servida por un cura y un sacristan. térm.: confina con los de Ablanque, Rata, Villarejo, Saelices, Ribarredonda y La Loma; dentro de él se encuentran 2 ermitas (La Soledad y Ntra. Sra. de Armada), una estensa cueva y sobre ella un ant. torreón, alrededor del cual se ven ruinas de edificios y sepulcros; hay también un desp. que llaman Hortezuela de los Valles, y en distintas direcciones se encuentran fuentes, unas de aguas finas y dulces, y otras gruesas y salobres: el terreno fertilizado en parte por 2 arroyuelos que brotan dentro de la jurisd., es de regular calidad; comprende buenos montes poblados de pino, carrasca y sabina. caminos: los que dirigen á los pueblos limítrofes, todos de herradura y en mal estado. correo: se recibe y despacha en la cab. del part. prod.: trigo, cebada, avena, garbanzos y otras legumbres, patatas, cera, miel, leñas de combustible, algunas maderas de construccion y buenos pastos, con los que se mantiene ganado lanar, cabrio, vacuno, mular y asnal; abunda la caza de perdices, conejos y liebres; hay algunos venados, corzos y jabalíes, y bastantes lobos y zorras. ind.: la agrícola, un molino harinero y 2 telares de lienzos ordinarios. pobl.: 54 vec., 268 alm. cap. prod.: 164,000 rs. imp.: 53,200. contr.: 2995.
(Madoz, 1849, p. 451)

En 1934 la cueva de los Casares fue declarada monumento nacional. Dentro de este municipio, junto a la cueva de los Casares, se inició el incendio forestal de 2005.

## Demografía
Riba de Saelices cuenta con una población de 94 habitantes (INE 2024).
| Gráfica de evolución demográfica de Riba de Saelices entre 1842 y 2021 |
| |
| Población de derecho según los censos de población del INE Población de hecho según los censos de población del INEEntre el censo de 1981 y el anterior, crece el término del municipio porque incorpora a Ribarredonda |

## Patrimonio

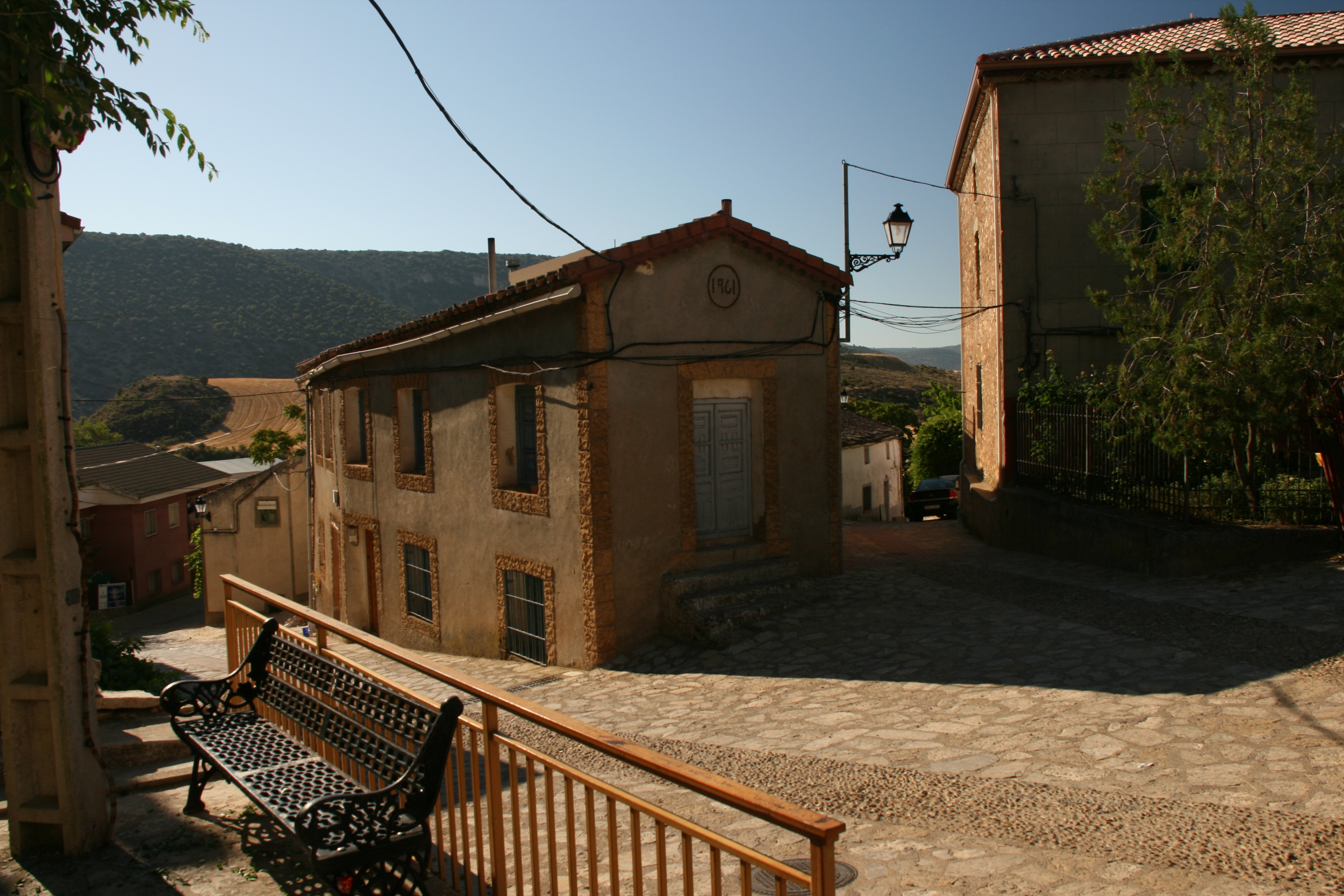
Calle de Riba de Saelices

La cueva de los Casares es una cueva dentro del término municipal que contiene grabados y pinturas prehistóricas y restos arqueológicos y paleontológicos. Hoy día cuenta con el estatus de bien de interés cultural.
En la localidad se encuentra la iglesia de Santa María Magdalena.